# آسن ليكارسكي
آسن ليكارسكي (12 مايو 1901 – 2 سبتمبر 1952) هو مبارز بالسيف بلغاري راحل، مثّل بلاده في الألعاب الأولمبية الصيفية 1928.

## روابط خارجية
آسن ليكارسكي على موقع اللجنة الأولمبية الدولية (الإنجليزية)
- آسن ليكارسكي على موقع أوليمبيديا (الإنجليزية)